# L'amico ritrovato
L'amico ritrovato (titolo originale inglese: Reunion) è un romanzo dello scrittore tedesco Fred Uhlman. Insieme a Un'anima non vile e Niente resurrezioni, per favore forma la cosiddetta Trilogia del ritorno.
Il romanzo venne pubblicato in Italia per Longanesi nel 1979 con il titolo Ritorno, con la traduzione di Elena Bona. Il volume comprendeva anche Per carità, che i morti non risorgano, prima versione italiana di No Resurrection, Please e l'introduzione di Arthur Koestler. Dal romanzo nel 1989 fu tratto un adattamento cinematografico omonimo.

## Trama
Hans Schwarz è un ragazzo di famiglia ebraica che vive a Stoccarda, in Germania. Suo padre è un medico decorato in guerra con la Croce di Ferro ed entrambi i suoi genitori vengono descritti come persone gentili quasi incuranti delle proprie origini, che mantengono buoni rapporti sia con cristiani sia con ebrei. Quando, nel mese di febbraio del 1932, alla classe di Hans viene aggregato Konradin von Hohenfels, un ragazzo di famiglia nobile, tutti i suoi compagni cercano di diventare suoi amici, in particolare Hans che non ha mai avuto un vero amico. Il ragazzo tenta quindi di farsi notare da Konradin partecipando attivamente alle lezioni, mostrandosi abile in ginnastica e portando in classe la propria collezione di monete antiche.  Dopo un po' nasce una profonda amicizia tra i due ragazzi, che finiscono per passare molto tempo insieme, in quanto entrambi figli unici e profondamente soli. Successivamente, Hans presenta Konradin ai genitori, lo invita molto spesso a casa sua e gli fa ammirare la sua grande collezione di monete. Konradin, al contrario, esita a lungo prima di invitarlo a casa sua. Quando questo finalmente avviene, i suoi genitori non sono presenti. Una sera, Hans incontra Konradin a teatro assieme ai propri genitori e l'amico stranamente non lo saluta. Quando il giorno dopo Hans chiede a Konradin perché l'abbia ignorato, egli è costretto a rivelargli che sua madre odia gli ebrei ed il padre, innamorato di lei, non intende contraddirla in nulla. Entrambi quindi non vedono di buon occhio che il figlio passi il tempo con Hans e Konradin non ha il coraggio di opporsi a loro. Da quel momento, la loro amicizia viene compromessa. 
Con l'inizio del nuovo anno scolastico e l'avvento del nazismo, la situazione a scuola (dove fin a quel momento la politica era vista come cosa estranea) diventa sempre più difficile per Hans. Molti dei suoi compagni e professori si mostrano ostili nei suoi confronti e lui non osa più avvicinarsi a Konradin, temendo di metterlo in imbarazzo. Pochi giorni prima che Adolf Hitler salga al potere, il 19 gennaio 1933, Hans viene persuaso dai genitori a partire per l'America, andando a vivere da suoi parenti. Prima della partenza riceve una lettera da Konradin, il quale gli comunica la sua fiducia in Hitler, rammaricandosi che sia costretto a separarsi da lui. I genitori di Hans scelgono invece di restare: pochi mesi dopo, suo padre decide di togliersi la vita con il gas insieme alla moglie che dormiva (presumibilmente dopo il boicottaggio antiebraico).
Hans rimane quindi a vivere a New York, diventa avvocato e sposa una ragazza di Boston, con la quale ha un figlio. Nonostante il successo, però, continua a serbare un ricordo bruciante della sua terra di origine da cui è stato separato e di quanto avvenne alla Germania ed al popolo tedesco. Molti anni dopo, Hans riceve una lettera con la richiesta di versare dei soldi per la costruzione di un monumento agli ex-alunni del suo liceo di Stoccarda caduti nella Seconda guerra mondiale, di cui viene riportato l'elenco. Inizialmente Hans si impone di non guardare i nomi che iniziano per H, sforzandosi di pensare che dopo il suo tradimento, di Konradin non gli importa più nulla. Alla fine, però, decide di controllare anche quella sezione e tra i nomi legge quello di Konradin, giustiziato perché coinvolto nell'attentato contro Hitler. Questo fa ritrovare ad Hans i sentimenti perduti verso l'amico scomparso.

## Seguito
Nel 1979 Fred Uhlman pubblicò un seguito del libro dal titolo Un'anima non vile, che narra la storia dal punto di vista di Konradin. Si apprende che prima di morire Konradin aveva scritto all'amico una lettera mai arrivata a destinazione, in quanto il padre rifiuterà di spedirla, ma la consegnerà ad un uomo che la terrà con sé perché non troverà l'indirizzo di Hans. Un terzo romanzo infine, completa la trilogia: si tratta di Niente resurrezioni, per favore, che narra la storia di Simon Elsas, un ebreo fuggito anni prima in America e diventato pittore, che torna nell'amata-odiata Stoccarda, dopo trent'anni dalla fine della guerra, ricordando il passato e rivedendo alcuni suoi vecchi compagni di studi. Per lui questo ritorno sarà molto amaro, e l'impressione generale è che nulla possa più essere come una volta, se non nei suoi ricordi. Quest'ultimo romanzo contiene molte analogie con i due precedenti, seppure la storia narrata sia diversa, con dei diversi protagonisti.

## Adattamento cinematografico
Nel 1989 fu tratto dal romanzo il film omonimo, L'amico ritrovato, il cui soggetto fu scritto dallo stesso Uhlman e dal drammaturgo e romanziere britannico Harold Pinter. Il film, diretto da Jerry Schatzberg, è interpretato da Jason Robards, Christien Anholt e Samuel West. Il film si prende diverse libertà rispetto alla storia originaria, variando particolari più o meno significativi; in alcuni casi questo avviene per motivi narrativi, essendo molte cose riferite in prima persona e quindi impossibili da rendere come un flusso unico.

## Edizioni
- Fred Uhlman, L'amico ritrovato, introduzione di Arthur Koestler, trad. Maria Giulia Castagnone, Feltrinelli, 1986, ISBN 88-07-81054-9.